# 梁川駅 (福島県)
梁川駅（やながわえき）は、福島県伊達市梁川町青葉町にある阿武隈急行線の駅である。キャッチフレーズは、「伊達氏のふるさと」。

## 歴史
- 1988年（昭和63年）7月1日：開業[1][2]。

## 駅構造
島式ホーム1面2線を有する地上駅。駅舎を有し、駅本屋とは構内踏切で連絡している。駅南側には阿武隈急行本社のほか車両基地もあり、当駅発着の列車が設定されるなど当線の中核駅となっている。上り本線、下り本線から、それぞれ福島、槻木両方向に出発出来る。また、福島方面からは上り、下り両本線に進入出来るが、槻木方面からは上り本線にしか入ることが出来ない。
業務委託駅（伊達市シルバー人材センター委託）であり、早朝・夜間は駅員不在となる。出札窓口、自動券売機、自動販売機（飲料、アイス）、蕎麦処氏家、待合所が駅舎内に設けられている。
付記事項
- 平日朝の通勤・通学時間帯や沿線でイベントを開催する時は、当駅で車両の増結・切り離しを行う列車もある。
- 以前は、入場券とやながわ希望の森公園前までの乗車券を硬券で発売していた。

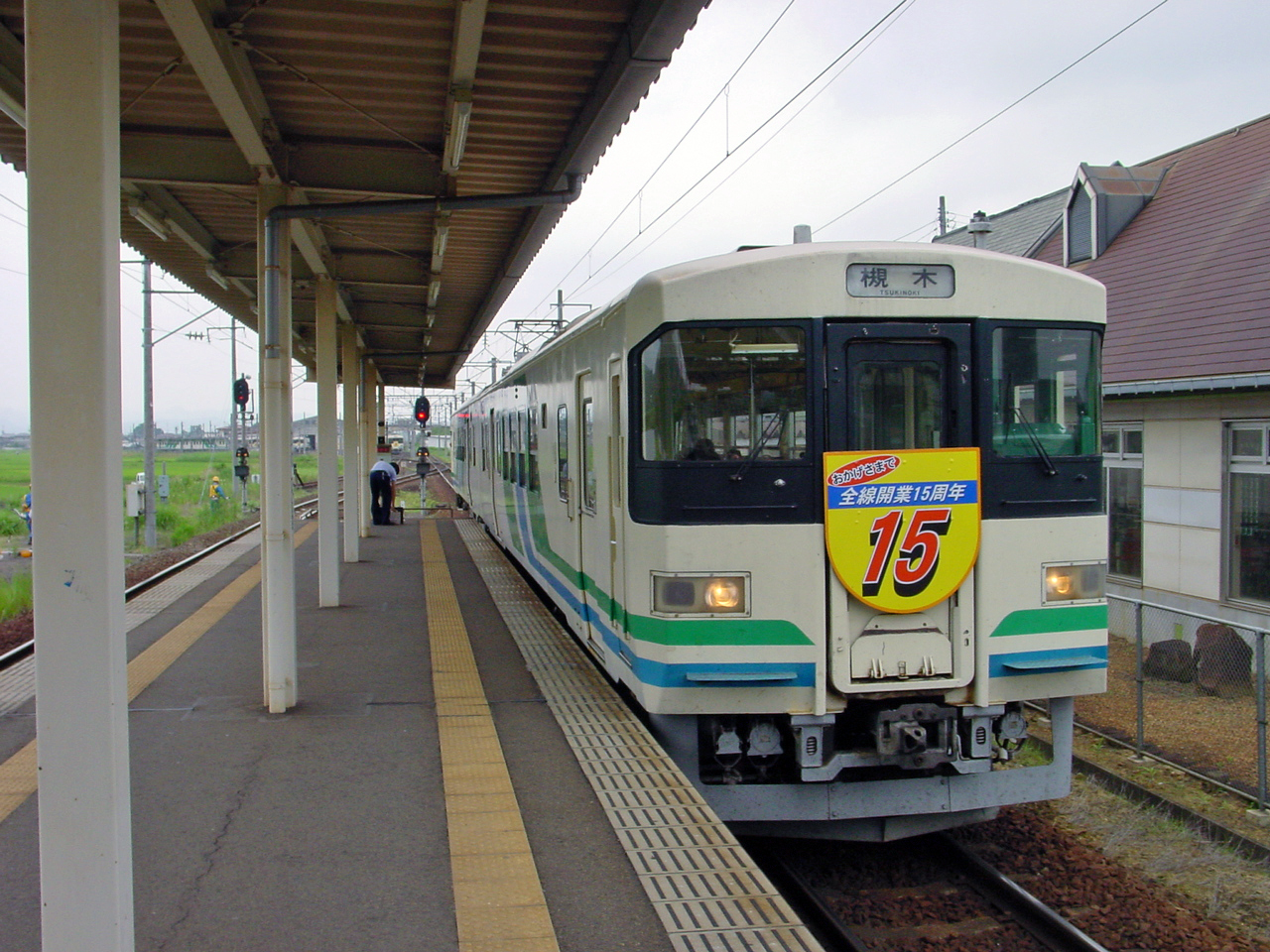
ホーム（2003年7月）
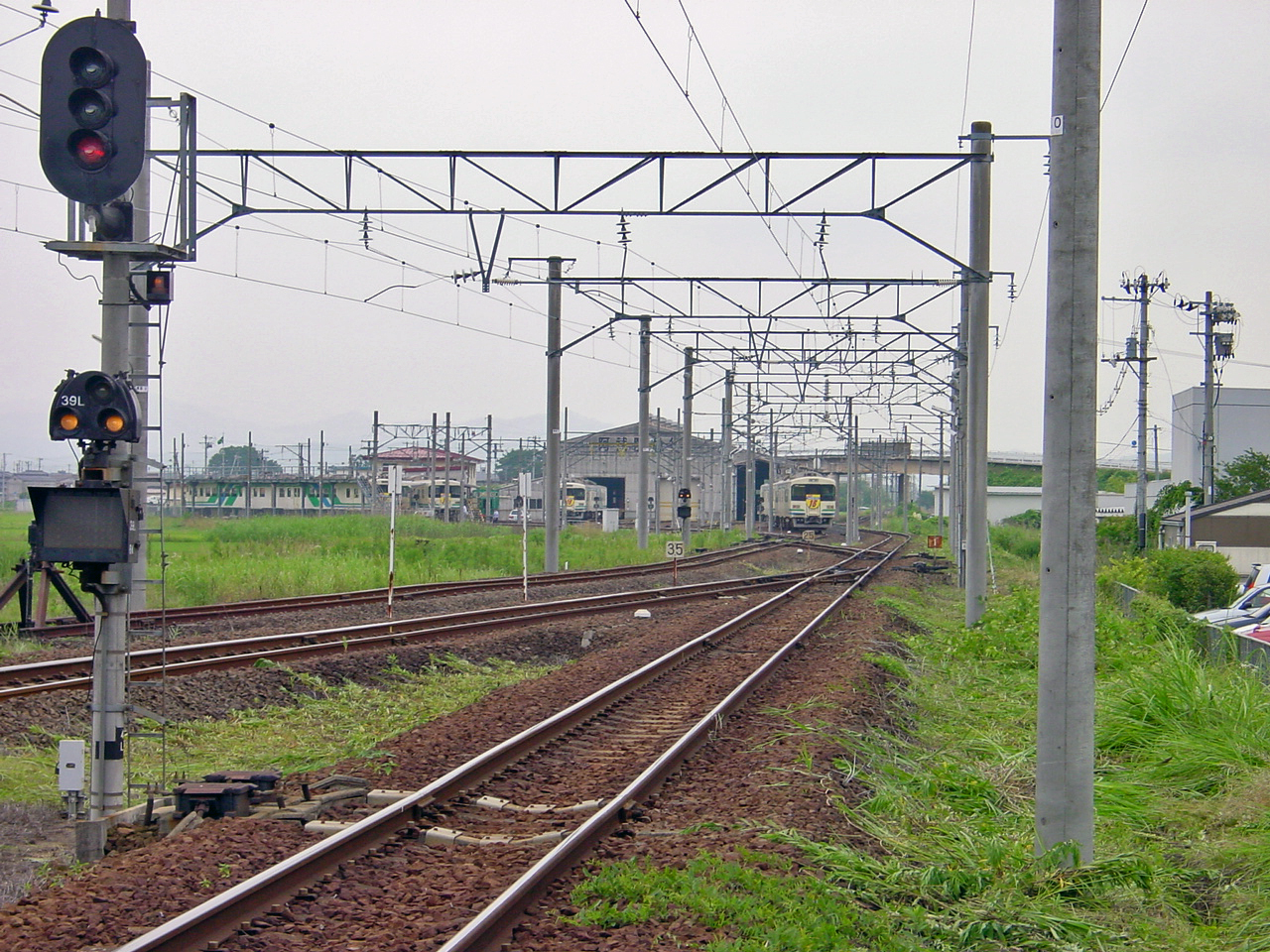
ホームから車両基地を遠望（2003年7月）

## 利用状況
- 阿武隈急行 - 2016年度の1日平均乗車人員は、244人である[3]。
- 近年の乗車人員は以下の通りである（いずれも1日平均）。

| 乗車人員推移 | 乗車人員推移     |
| 年度         | 一日平均乗車人員 |
| ------------ | ---------------- |
| 2000         | 334              |
| 2001         | 301              |
| 2002         | 279              |
| 2003         | 260              |
| 2004         | 247              |
| 2005         | 241              |
| 2006         | 252              |
| 2007         | 240              |
| 2008         | 227              |
| 2009         | 230              |
| 2010         | 233              |
| 2011         | 219              |
| 2012         | 252              |
| 2013         | 255              |
| 2014         | 252              |
| 2015         | 254              |
| 2016         | 244              |

## 駅周辺
- 伊達市役所梁川総合支所（旧梁川町役場）
- 阿武隈急行本社
- 伊達市ステーションプラザ梁川（当駅に併設）
- ジェイアールテクノサービス仙台阿武隈急行支所

## バス路線
駅前ロータリー内に「梁川駅」停留所があり、福島交通月の輪経由梁川線（福島駅東口 - 塩野川）が経由する。

## 隣の駅
阿武隈急行
■阿武隈急行線
新田駅 - 梁川駅 - やながわ希望の森公園前駅